# Witoszów Dolny
Witoszów Dolny (dawniej niem. Nieder Bögendorf) – wieś w Polsce położona w województwie dolnośląskim, w powiecie świdnickim, w gminie Świdnica.
W latach 1975–1998 miejscowość administracyjnie należała do województwa wałbrzyskiego. Przez miejscowość przepływa Witoszówka, niewielka rzeka dorzecza Odry, dopływ Bystrzycy.
Znajduje się tu prywatne Muzeum Broni i Militariów, wraz z atestowaną strzelnicą na broń krótką.
W Witoszowie Dolnym znajduje się także Szkoła Podstawowa im. Ludwiki Wawrzyńskiej oraz przedszkole

## Zabytki
Do wojewódzkiego rejestru zabytków wpisane są:
- kościół parafialny parafii Nawiedzenia Najświętszej Maryi Panny pw. Nawiedzenia Najświętszej Maryi Panny, wybudowany w 1268 r., przebudowywany w XV w., przekryty sklepieniem w 1. połowie XVI w. Renesansową kruchtę wybudowano w końcu XVI w. Podwyższony w 1. połowie XVII w. w związku z nadaniem mu charakteru obronnego. Jest kościołem jednonawowym z węższym prostokątnym prezbiterium. Kościół był rozbudowany w 1846 r. a remontowany w latach: 1963-1963 i 1976. Od południowej strony w ścianie nawy osadzony jest gotycki portal z bogatą ornamentyką roślinną. Kościół ma barokowe wyposażenie z początku XVIII w. Na strychu kościoła nad sklepieniem zachował się szereg strzelnic klinowych pochodzących z 1. połowy XVII w. Kościół znajduje się w górnej części wsi na pagórku
- pałac (nr 116), z przełomu XIX/XX w.; pałac w Witoszowie Dolnym zbudowany został na planie prostokąta i ma dwie kondygnacje. Najbogatsza architektonicznie jest dwunastoosiowa elewacja południowa gdzie znajduje się ryzalit zakończony szczytem. Swój obecny charakter obiekt zawdzięcza przebudowie pod koniec XIX w. Od strony północnego zachodu pałac otoczony jest fosą. Dookoła znajdują się stare zabudowania gospodarcze, w tym stodoła z napisem G.F.S. 1806. Na dziedziniec wjeżdża się pomiędzy zabudowaniami gospodarczymi. Pałac pełni funkcję budynku mieszkalnego.

## Sport
W 2009 roku została ukończona budowa hali sportowej przy gimnazjum w Witoszowie. Jest to jedna z największych hal w Gminie Świdnica. Hala ma pełnowymiarowe boisko do koszykówki, siatkówki i piłki ręcznej. W hali znajduje się również ścianka wspinaczkowa oraz sala do squasha. W 2018 roku został oddany do użytku Basen. Składa się z kilku torów do pływania, części rekreacyjnej, kompleksu saun (parowa, sucha oraz sauna infrared) oraz z tężni solankowej.
Lokalny klub sportowy Orzeł Witoszów gra w klasie B.